# Zuid-Vietnamees voetbalelftal (mannen)
Het Zuid-Vietnamees voetbalelftal was een team van voetballers dat Zuid-Vietnam vertegenwoordigde bij internationale wedstrijden tussen 1949 en 1975. Het team hield op te bestaan na de vereniging van Noord- en Zuid-Vietnam in 1976, en als Vietnamees voetbalelftal verderging.
Het team plaatste zich voor de eerste twee edities van het Aziatisch kampioenschap voetbal en werd beide keren vierde (en laatste).

## Deelnames aan internationale toernooien

### WK voetbal
Zuid-Vietnam deed slechts eenmaal mee aan een kwalificatietoernooi voor het wereldkampioenschap voetbal. Dat was in 1973 toen het in een poule terechtkwam met Japan en Hongkong. De wedstrijden werden gespeeld in Seoel, Zuid-Korea, en beide wedstrijden werden verloren. Tegen Japan met 0–4. Tegen Hongkong werd het 0–1.
| Overzicht wereldkampioenschap | Overzicht wereldkampioenschap | Overzicht wereldkampioenschap | Overzicht wereldkampioenschap | Overzicht wereldkampioenschap | Overzicht wereldkampioenschap | Overzicht wereldkampioenschap | Overzicht wereldkampioenschap | Overzicht wereldkampioenschap |
| Jaar                          | Ronde                         | Wed.                          | W                             | G                             | V                             | DV                            | DT                            |                               |
| ----------------------------- | ----------------------------- | ----------------------------- | ----------------------------- | ----------------------------- | ----------------------------- | ----------------------------- | ----------------------------- | ----------------------------- |
| 1974                          | Niet gekwalificeerd           | Niet gekwalificeerd           | Niet gekwalificeerd           | Niet gekwalificeerd           | Niet gekwalificeerd           | Niet gekwalificeerd           | Niet gekwalificeerd           |                               |

### Aziatisch kampioenschap
Zuid-Vietnam wist zich 2 keer te kwalificeren voor het eindtoernooi van het Aziatisch kampioenschap voetbal. Door een overwinning op Maleisië mocht het meedoen aan het eerste toernooi waar toen nog slechts 4 landen aan deelnamen, dat was in 1956. Het verloor op dat toernooi van Israël en Zuid-Korea. En er was een gelijkspel tegen Hongkong. 
In 1960 was het land in het kwalificatietoernooi te sterk voor wederom Maleisië en dit keer zat ook Singapore in de poule. Op het hoofdtoernooi werden echter alle wedstrijden verloren.
| Overzicht Aziatisch kampioenschap | Overzicht Aziatisch kampioenschap | Overzicht Aziatisch kampioenschap | Overzicht Aziatisch kampioenschap | Overzicht Aziatisch kampioenschap | Overzicht Aziatisch kampioenschap | Overzicht Aziatisch kampioenschap | Overzicht Aziatisch kampioenschap | Overzicht Aziatisch kampioenschap |
| Jaar                              | Ronde                             | Wed.                              | W                                 | G                                 | V                                 | DV                                | DT                                | Kwal                              |
| --------------------------------- | --------------------------------- | --------------------------------- | --------------------------------- | --------------------------------- | --------------------------------- | --------------------------------- | --------------------------------- | --------------------------------- |
| 1956                              | Vierde                            | 3                                 | 0                                 | 1                                 | 2                                 | 6                                 | 9                                 | (Kwal.)                           |
| 1960                              | Vierde                            | 3                                 | 0                                 | 0                                 | 3                                 | 0                                 | 13                                | (Kwal.)                           |
| 1964                              | Niet gekwalificeerd               | Niet gekwalificeerd               | Niet gekwalificeerd               | Niet gekwalificeerd               | Niet gekwalificeerd               | Niet gekwalificeerd               | Niet gekwalificeerd               | Niet gekwalificeerd               |
| 1968                              | Niet gekwalificeerd               | Niet gekwalificeerd               | Niet gekwalificeerd               | Niet gekwalificeerd               | Niet gekwalificeerd               | Niet gekwalificeerd               | Niet gekwalificeerd               | Niet gekwalificeerd               |
| 1972                              | Teruggetrokken                    | Teruggetrokken                    | Teruggetrokken                    | Teruggetrokken                    | Teruggetrokken                    | Teruggetrokken                    | Teruggetrokken                    | Teruggetrokken                    |
| 1976                              | Niet gekwalificeerd               | Niet gekwalificeerd               | Niet gekwalificeerd               | Niet gekwalificeerd               | Niet gekwalificeerd               | Niet gekwalificeerd               | Niet gekwalificeerd               | Niet gekwalificeerd               |

VFA
1949 – 1959 · 
1960 – 1969 · 
1970 – 1975
Azië Cup 1956 · 
Azië Cup 1960
Australië ·
Bangladesh ·
Cambodja ·
Filipijnen ·
Hongkong ·
India ·
Indonesië ·
Israël ·
Japan ·
Koeweit ·
Laos ·
Maleisië ·
Myanmar ·
Nieuw-Zeeland ·
Pakistan ·
Singapore ·
Taiwan ·
Thailand ·
Zuid-Korea